# Station Shinobugaoka
Station Shinobugaoka  (忍ヶ丘駅,  Shinobugaoka-eki) is een spoorwegstation in de Japanse stad  Shijōnawate. Het wordt aangedaan door de Gakkentoshi-lijn. Het station heeft twee sporen, gelegen aan twee zijperrons. 

## Treindienst

### JR West
| 1 | ■ Gakkentoshi-lijn | richting Shijōnawate en Kyōbashi |
| 2 | ■ Gakkentoshi-lijn | richting Matsuiyamate en Kizu    |

## Geschiedenis
Het station werd geopend in 1953. In 1979 werd het station vernieuwd.

## Overig openbaar vervoer
Er bevindt zich een busstation nabij het station. Er vertrekken bussen van Kintetsu en Keihan.

## Stationsomgeving
- Ninryō-schrijn
- Gourmet City (supermarkt)
- Gusto (restaurantketen)
- lawson

Kizu · Nishi-Kizu · Hōsono · Shimokoma · JR Miyamaki · Dōshisha-mae · Kyōtanabe · Ōsumi · Matsuiyamate · Nagao · Fujisaka · Tsuda · Kawachi-Iwafune · Hoshida · Higashi-Neyagawa · Shinobugaoka · Shijōnawate · Nozaki · Suminodō · Kōnoikeshinden · Tokuan · Hanaten · Shigino · Kyōbashi